# Saint-Vaast-lès-Mello
Saint-Vaast-lès-Mello är en kommun i departementet Oise i regionen Hauts-de-France i norra Frankrike. Kommunen ligger i kantonen Montataire som tillhör arrondissementet Senlis. År 2022 hade Saint-Vaast-lès-Mello 1 009 invånare.

## Befolkningsutveckling
Antalet invånare i kommunen Saint-Vaast-lès-Mello
| Referens: INSEE |